# Čaryšskoe
Čaryšskoe (in russo Чарышское?) è un villaggio del settore meridionale della Siberia Occidentale situato nel Territorio dell'Altaj,  in Russia. È il centro amministrativo del distretto Čaryšskij.
La località si trova 310 km a sud della capitale Barnaul sul fiume Čaryš.